# Xung đột ở Đông Prigorodny
Xung đột ở Đông Prigorodny , đôi khi đựoc gọi là Xung đột Ossetia-Ingush (Tiếng Nga:Осетинско-ингушский конфликт, tiếng Ossetia:  Ирон-Мӕхъхъӕлон конфликты) là 1 cuộc xung đột sắc tộc giữa 2 nhóm dân tộc là Ossetia và Ingush, xảy ra ở Đông Prigorodny thuộc Cộng hóa Bắc Ossetia-Alania, bắt đầu từ 1989 đến 1992, dù sau đó cuộc xung đột vẫn kéo dài âm ỉ cho tới năm 1996.